# Censored Eleven
Censored Eleven (lett. "[gli] undici censurati"), anche riportato con la grafia Censored 11, è il nome che convenzionalmente indica undici cortometraggi d'animazione degli anni trenta e quaranta della Warner Bros. delle serie Looney Tunes e Merrie Melodies ritirati dalla distribuzione nel 1968 dalla United Artists per i loro contenuti ritenuti razzisti nei confronti degli afroamericani.
Sebbene altri cortometraggi della Warner Bros. siano stati sottoposti a censure per motivi analoghi, questi furono ritenuti gli unici che non si sarebbero potuti salvare dal taglio di scene considerate moralmente inaccettabili.
Dal 1968, questi cortometraggi non sono più stati trasmessi ufficialmente in televisione e sono stati proiettati nei cinema dalla Warner Bros. solo una volta, nel 2010, dopo il loro ritiro. Sono comunque comparsi su collezioni VHS e DVD a basso costo.

## Contesto
La produzione di cartoni animati della Warner Bros., durante il suo periodo più attivo, a volte presentava problemi di censura più complessi sotto alcuni aspetti rispetto a quelli relativi ai lungometraggi. A differenza dei lungometraggi, che venivano regolarmente censurati nella sceneggiatura, i cortometraggi animati venivano trasmessi solo una volta completati, il che rendeva i produttori eccezionalmente cauti riguardo alle restrizioni. Nel 1983 il regista Chuck Jones commentò la censura televisiva dei cartoni animati della Warner Bros.: «Non mi piace affatto vedere i film tagliati. [...] Fanno alcuni tagli così arbitrari e stupidi da non poterci credere». Le stazioni indipendenti che un tempo trasmettevano i cartoni animati della Warner Bros. non hanno mai avuto lo stesso tipo di censura come hanno fatto reti di prima visione come ABC e CBS per i cartoni animati. Alcune stazioni televisive possedevano i diritti di sindacazione per "alcuni cartoni che considerano [ndr] razzialmente stereotipati", ma non li hanno mai trasmessi.
Quando Ted Turner ottenne i diritti del catalogo pre-1950 della Warner Bros. dalla MGM/UA Entertainment Co. nel 1986, giurò che non avrebbe distribuito o mandato in onda alcun cartone animato dei Censored Eleven. Essi furono gli unici cartoni animati di questo pacchetto a non essere presenti nella serie in LaserDisc The Golden Age of Looney Tunes. La Warner Bros. Pictures detiene attualmente 
i diritti per la distribuzione nelle sale per conto di Turner Entertainment Co., mentre Amazon MGM Studios è in possesso dei diritti per la distribuzione home video dei Censored Eleven per conto della United Artists.
Verso la fine del XX secolo, i cartoni animati Censored Eleven divennero più noti. Nel febbraio 2010 è stato annunciato che i Censored Eleven avrebbero ricevuto una proiezione speciale ricavata da pellicole restaurate da 35 mm. Questa presentazione speciale è stata messa insieme da George Feltenstein, vicepresidente del catalogo di film classici della Warner Bros. Il 24 aprile 2010, un totale di otto dei Censored Eleven sono stati proiettati all'Egyptian Theater di Hollywood; i tre che non sono stati mostrati all'evento sono stati Jungle Jitters , All This e Rabbit Stew e Angel Puss.
Al New York Comic Con nell'ottobre 2010, la Warner Bros. confermò che avrebbe distribuito i Censored Eleven completamente non tagliati in DVD tramite il programma Warner Archives nel 2011. Sarebbe stata una pubblicazione di alta classe con tutti i Censored Eleven e altri cartoni animati rari restaurati e alcuni materiali bonus. Tuttavia, da allora non sono emerse ulteriori notizie e l'esperto di animazione Jerry Beck dichiarò che l'uscita in DVD era stata ritardata a tempo indeterminato a causa del calo delle vendite delle precedenti uscite della Looney Tunes Platinum Collection.

## Elenco

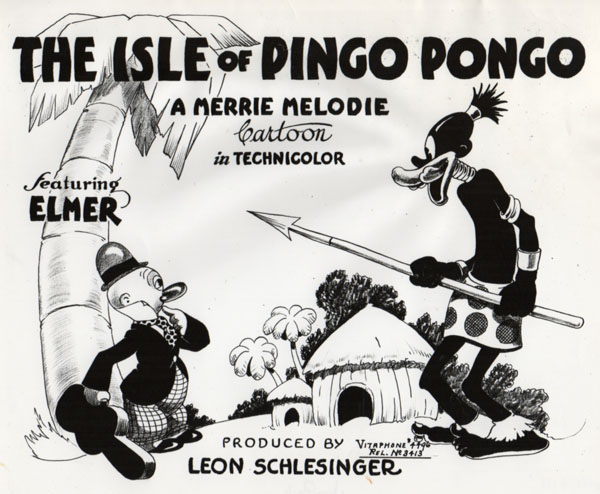
Locandina del cortometraggio The Isle of Pingo Pongo (1938)

- Hittin' the Trail for Hallelujah Land, regia di Rudolf Ising (1931)
- Sunday Go to Meetin' Time, regia di Friz Freleng (1936)
- Clean Pastures, regia di Friz Freleng (1937)
- Uncle Tom's Bungalow, regia di Tex Avery (1937)
- Jungle Jitters, regia di Friz Freleng (1938)
- The Isle of Pingo Pongo, regia di Tex Avery (1938)
- A caccia di stufato (All This and Rabbit Stew), regia di Tex Avery (1941)
- Nero-Fumo e i sette nani neri (Coal Black and de Sebben Dwarfs), regia di Robert Clampett (1943)
- Tin Pan Alley Cats, regia di Robert Clampett (1943)
- Angel Puss, regia di Chuck Jones (1944)
- Goldilocks and the Jivin' Bears, regia di Friz Freleng (1944)